# ジャニス・イアン
ジャニス・イアン (Janis Ian, 1951年4月7日 - ) は、アメリカ合衆国のシンガーソングライター。本名、ジャニス・エディ・フィンク（Janis Eddy Fink）。15歳のときに発表した自作曲「ソサエティーズ・チャイルド」で華々しくデビュー。「17才の頃」により、第18回グラミー賞で最優秀女性ポップ・ヴォーカル・パフォーマンス賞を受賞した。 

## 概歴
ニュージャージ州ファーミングデール出身。出生名はジャニス・エディ・フィンクといい、東欧ユダヤ系である。やがて移り住んだ同州イーストオレンジは人口の大半をアフリカ系アメリカ人が占め、進学先のイーストオレンジ高校でもイアンは数少ない白人の一人だった。その頃の体験をもとに書いた「ソサエティーズ・チャイルド」で、1966年にレコードデビュー。人種差別批判を歌った衝撃的な内容とともに、未だ10代の天才少女として騒がれる。しかし、そのプレッシャーから数枚のアルバムを発表後、半ば引退状態となる。 その後、カメラマンと結婚するも離婚。
やがて、1972年にロバータ・フラックにより「ジェシー」が取り上げられたことから再び脚光を浴び、1974年にコロンビアレーベルよりアルバム『ジャニスの私小説（Stars）』で復帰。翌1975年にジャズと室内音楽の色濃いシングル「17才の頃」が全米キャッシュボックス誌でNo.1になる。アルバム『愛の回想録（Between the Lines）』も全米No.1になり世界的にヒット。グラミー賞も獲得し、時の人になる。
とりわけ日本とヨーロッパでは絶大な人気を誇った。1976年のシングル「恋は盲目」がTBSドラマ『グッドバイ・ママ』に使われたこともあって、日本のオリコン洋楽シングルチャートで1976年9月13日付から8週連続1位を獲得し、同曲の収録されたアルバム『愛の余韻』は日本の洋楽アルバムチャートで半年間に渡って首位を記録した。
さらに翌年1977年のアルバム『奇跡の街』に収録されたシングル曲「Will You Dance?」が、TBSドラマ『岸辺のアルバム』の主題歌に使われた。家庭崩壊を描いたシリアスドラマに彼女の優しい歌がよくマッチし、アルバムは日本だけで100万枚を超えるセールスを記録した。1978年には来日し、日本独自企画で2枚組ライブアルバムが作られた。
1980年には角川映画『復活の日』で「ユー・アー・ラヴ」がテーマ曲に使用され、オリジナル・サウンドトラックとしてEPレコードも発売された。しかし80年代は、2度目の結婚の失敗や金銭トラブル、病気と、災難が続いて思うように活動できず、本格的な活動再開は、1993年にリリースしたアルバム『ブレイキング・サイレンス～再会』（Breaking Silence）からとなる。他の代表曲に「フライ・トゥー・ハイ」などがある。
2003年、同性愛者であることをカミングアウト。14年間交際していた女性と正式に結婚して大きな話題を呼んだ。同年9月26日発売の中島みゆきコンピレーション・アルバム『中島みゆきトリビュート Yourself...Myself』（UICZ-4073）では、「地上の星」と両A面シングルCDで発表された「ヘッドライト・テールライト」を英語歌詞でカバーした。タイトルは「Headlight Taillight」。英訳歌詞もジャニス自身による。
アンジェラ・アキの曲を気に入り、インディーズアルバムとデビューシングルにコメントを寄せている。来日公演の際にはアキが加わって「Will You Dance?」を日本語と英語で交互に歌った。
2008年、前田美波里が出演する資生堂ELIXIR PRIORのTVCMに「Will You Dance?」が起用される。

## ディスコグラフィ

### シングル（日本）
- 17才の頃 At Seventeen／約束事 Bright Lights and Promises（1975年、CBS・ソニー、SOPB-329）
- ラブ・イズ・ブラインド 恋は盲目／愛の余韻 Aftertones（1976年、06SP-16)
- 愛の回想録 between the lines／感応の馬車 Sweet Sympathy（1976年、CBS・ソニー、06SP-110）
- Will You Dance?／I Want To Make You Love Me（1977年、CBS・ソニー、06SP 163）
- パーティーが終わったら When The Party's Over／Party Lights（1977年、CBS・ソニー、06SP-196）
- ユー・アー・ラブ You Are Love／オール・トゥ・ユー All To You（1980年5月、日本コロムビア、YK-533-AX）

### スタジオ・アルバム
- Janis Ian (1967年)
- For All the Seasons of Your Mind (1968年)
- The Secret Life of J. Eddy Fink (1968年)
- Who Really Cares (1969年)
- Present Company (1971年)
- 『ジャニスの私小説』 - Stars (1974年)
- 『愛の回想録』 - Between the Lines (1975年)
- 『愛の余韻』 - Aftertones (1976年)
- 『奇跡の街』 - Miracle Row (1977年)
- 『愛の翳り』 - Janis Ian II (1978年)
- 『ナイト・レイン』 - Night Rains (1979年) ― 『ユー・アー・ラヴ』という異なる邦題の日本盤が存在する。
- 『瞳はゆれて』 - Restless Eyes (1981年)
- 『アンクル・ワンダフル』 - Uncle Wonderful (1984年)
- 『再会』 - Breaking Silence (1993年)
- 『優しい気持ち』 - Revenge (1995年)
- 『ハンガー』 -Hunger (1997年)
- 『ゴッド・アンド・ザ・FBI』 - god & the fbi (2000年)
- 『ビリーズ・ボーンズ』 - Billie's Bones (2004年)
- 『フォーク・イズ・ザ・ニュー・ブラック』 - Folk is the New Black (2006年)

### ライヴ・アルバム
- "Remember..." (1978年) - For Japanese Release Only
- Live on the Test 1976 (1995年)
- The Bottom Line Encore collection (Live 1980) (1999年)
- 『ジャニス・イアン・ライヴ～ワーキング・ウィズアウト・ア・ネット』 - Janis Ian Live: Working Without a Net (2003年)

### コンピレーション・アルバム
- Best of Janis Ian (1977年)
- At Seventeen (1990年)
- 『ザ・グレイテスト・ヒッツ～アップ・ティル・ナウ』 - Up 'Til Now (1992年)
- 『スーヴェニアーズ～ベスト・オブ・ジャニス・イアン 1972-1981』 - Souvenirs: Best of Janis Ian 1972-1981 (2004年)

### その他
未発表音源集
- Unreleased 1: Mary's Eyes (1998年)
- Unreleased 2: Take No Prisoners (2000年)
- Unreleased 3: Society's Child (2001年)

EP
- Lost Cuts 1 (2002年)

書籍等
- 『Society's Child: My Autobiography』(2008年)
スポークン・ワード・アルバム (2012年)（第55回グラミー賞最優秀スポークン・ワード・アルバム受賞）

## 提供曲
- 哀しい妖精（1976年9月1日発売）

1971年6月1日に「17才」で歌手デビューをした、南沙織へ提供した楽曲。この曲は南自身が大変気に入っており、2006年に発売した35周年CD-BOX『Cynthia Premium』において、1976年・大晦日放送の『第27回NHK紅白歌合戦』で本楽曲が歌えた喜びをあらためて語っているほどである。また、1976年12月21日に発表したアルバムのタイトルが「ジャニス」の名が入った『ジャニスへの手紙』で、ジャニスからの提供曲が6曲収録されている。アルバム1曲目「I LOVE YOU BEST（哀しい妖精）」の冒頭には、当時南が「オールナイトニッポン」でラジオパーソナリティを担当した際にジャニスと電話で交わした会話が一部、挿入されている。

## 日本公演
- 1977年

9月2日 神奈川県立県民ホール、3日,4日,6日 フェスティバルホール、5日 金沢市観光会館、10日 日本武道館、12日 福岡市九電記念体育館、13日 名古屋市民会館
- 1981年

9月10日 神奈川県立県民ホール、11日 中野サンプラザ、16日 渋谷公会堂
- 2004年

7月23日,24日 Osaka Blue Note、26日,27日 Nagoya Blue Note、29日,30日,31日 Duo Music Exchange、8月2日,3日 Fukuoka Blue Note
- 2008年

4月21日,22日 Billboard Live Osaka、24日,25日,26日 Billboard Live Tokyo、28日,29日 Billboard Live Fukuoka
- 2011年

1月21日,22日 Billboard Live Osaka、27日,28日,29日 Billboard Live Tokyo